# Isseroda
Isseroda ist ein Ortsteil und Sitz der Landgemeinde Grammetal im Westen des Landkreises Weimarer Land in Thüringen.

## Lage
Isseroda befindet sich zwischen den Thüringer Städten Erfurt und Weimar südlich an der viel befahrenen Bundesstraße 7 und nördlich der Bundesautobahn 4. Die Gemarkung des Ortsteils liegt am Südrand des Thüringer Beckens, aber noch auf fruchtbaren Ackerböden. Südlich begrenzen die Anhöhen und Wälder bei Eichelborn und Troistedt die Gemarkung.

## Geschichte
Frühere Namen des Ortes waren: Userenrode, Huserode und Usserode. Die Larvenburg wurde 1397 Eigentum der Stadt Erfurt. An ihrer Stelle wurde später das Rittergut Lauenburg errichtet. Von diesem erhielt sich nur die spätgotische, höchst interessante Toreinfahrt. Das „Lehngut Isseroda“ war keinem Amt angegliedert. Mit dem Wiener Kongress kam der Ort 1815 wie die benachbarten Ämter Azmannsdorf und Tonndorf zum Großherzogtum Sachsen-Weimar-Eisenach (Amt Vieselbach).
Im Kastenholze südöstlich von Isseroda baute der Weimarer Herzog Ernst August ein Lustschloss in Form eines Kleeblatts. Es wurde im Ausbau nicht vollendet, sondern die Materialien zur Reparatur zum Schloss Belvedere gebracht.
Am 31. Dezember 2019 schloss sich Isseroda mit weiteren Gemeinden zur Landgemeinde Grammetal zusammen. Die Verwaltungsgemeinschaft Grammetal, der alle Gemeinden zuvor angehörten, wurde gleichzeitig aufgelöst.

## Politik

### Ehemaliger Gemeinderat
Der Gemeinderat in Isseroda bestand aus acht Ratsmitgliedern, die bei der Kommunalwahl am 26. Mai 2019 in einer Verhältniswahl gewählt wurden, und dem ehrenamtlichen Bürgermeister als Vorsitzender.
Die Sitzverteilung im ehemaligen Gemeinderat:
| Wahl | CDU | FWG | KHV | Gesamt  |
| ---- | --- | --- | --- | ------- |
| 2019 | 2   | 5   | 1   | 8 Sitze |

### Ehemaliger Bürgermeister
Letzter Bürgermeister von Isseroda war Ralf Lober, der am 19. Juni 2016 gewählt wurde.

### Wappen
Das Wappen Isserodas zeigt einen Reiter mit Lanze auf einem Pferd unter einer Ähre.

## Sehenswürdigkeiten

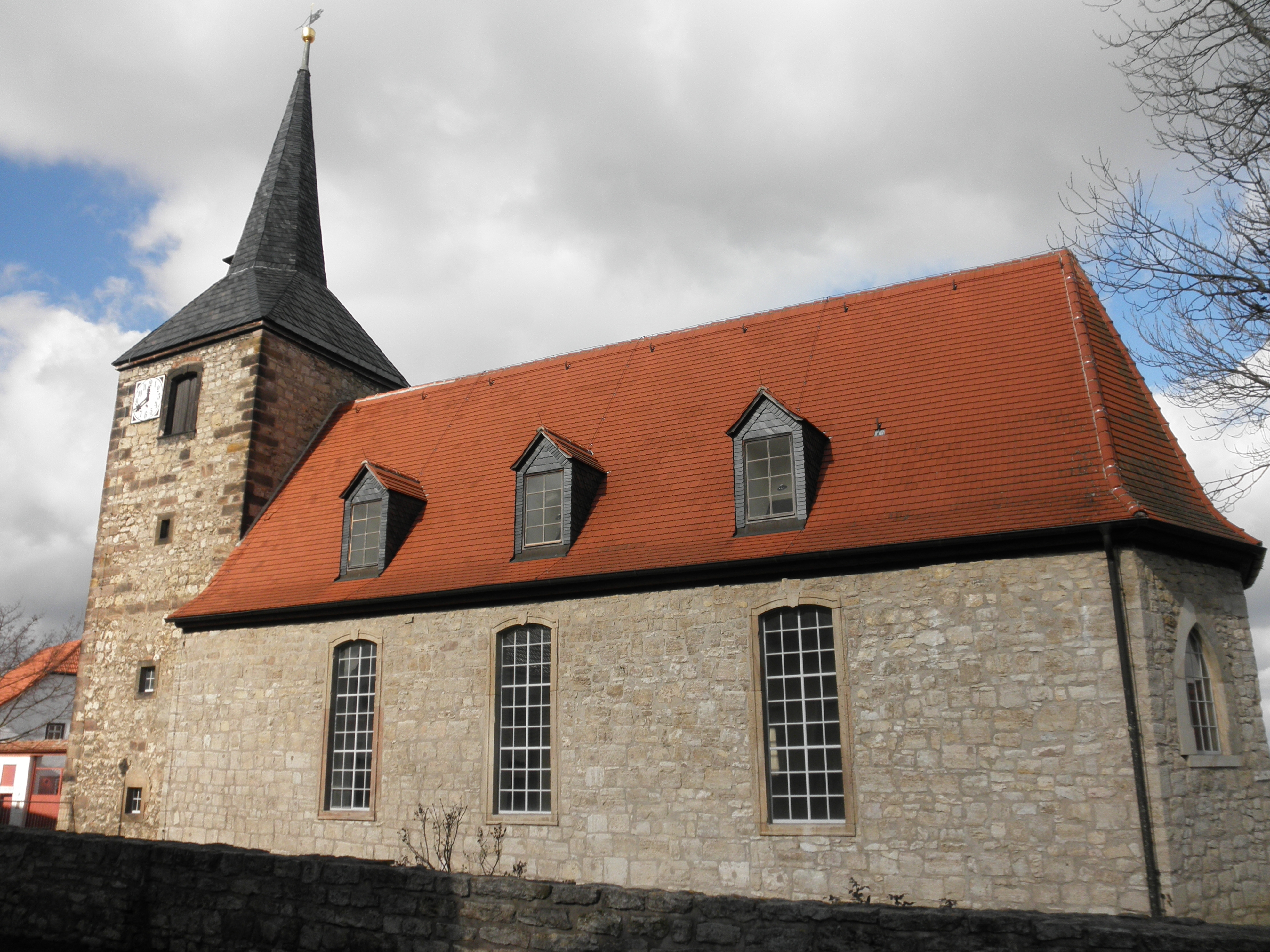
Kirche von Isseroda

Sehenswert ist die gotische Kirche St. Pankratius, die im Stil des Barock umgebaut wurde und heute in Mischnutzung als Kirche und als Kulturkirche genutzt wird.